# Agen
Agen è un comune francese di 35 260 abitanti capoluogo del dipartimento del Lot e Garonna della regione della Nuova Aquitania.

## Monumenti e luoghi d'interesse

### Architetture civili

#### Tour du Chapelet
È una torre difensiva del secolo XIII: a pianta quadrata, la sua figura massiccia si sviluppa su quattro piani, con finestre a bifora disposte irregolarmente. Se in origine la torre faceva parte delle mura urbane, nel secolo XVI divenne il campanile del convento du Chapelet; successivamente alla distruzione del convento durante la Rivoluzione, fu adibita a carcere.

#### Il ponte-canale
Costruito fra il 1839 ed il 1849, è un ponte costruito sulla Garonna; tale ponte permette al canale laterale della Garonna di scavalcare il fiume. È lungo circa 500 metri e largo 12,5, dei quali 8,8 adibiti a canale.

## Società

### Evoluzione demografica
Abitanti censiti

## Amministrazione
Fino alla riforma del 2014, il territorio comunale della città di Agen era ripartito in 5 cantoni:
- Cantone di Agen-Centre
- Cantone di Agen-Nord
- Cantone di Agen-Nord-Est
- Cantone di Agen-Ouest
- Cantone di Agen-Sud-Est

A seguito della riforma approvata con decreto del 26 febbraio 2014, che ha avuto attuazione dopo le elezioni dipartimentali del 2015, il territorio comunale della città di Agen è ripartito in 4 cantoni:
- Cantone di Agen-1: comprende parte della città di Agen e i comuni di Bajamont, Foulayronnes e Pont-du-Casse
- Cantone di Agen-2: comprende parte della città di Agen e i comuni di Boé e Bon-Encontre
- Cantone di Agen-3: comprende parte della città di Agen
- Cantone di Agen-4: comprende parte della città di Agen e il comune di Le Passage.

### Gemellaggi
- Toledo, dal 1973
- Dinslaken, dal 1975
- Tuapse, dal 1976
- Llanelli, dal 1995
- Corpus Christi, dal 1996

## Sport

### Rugby
Lo Sporting Union Agen Lot-et-Garonne è la squadra di rugby cittadina.